# Rissa (Künstlerin)

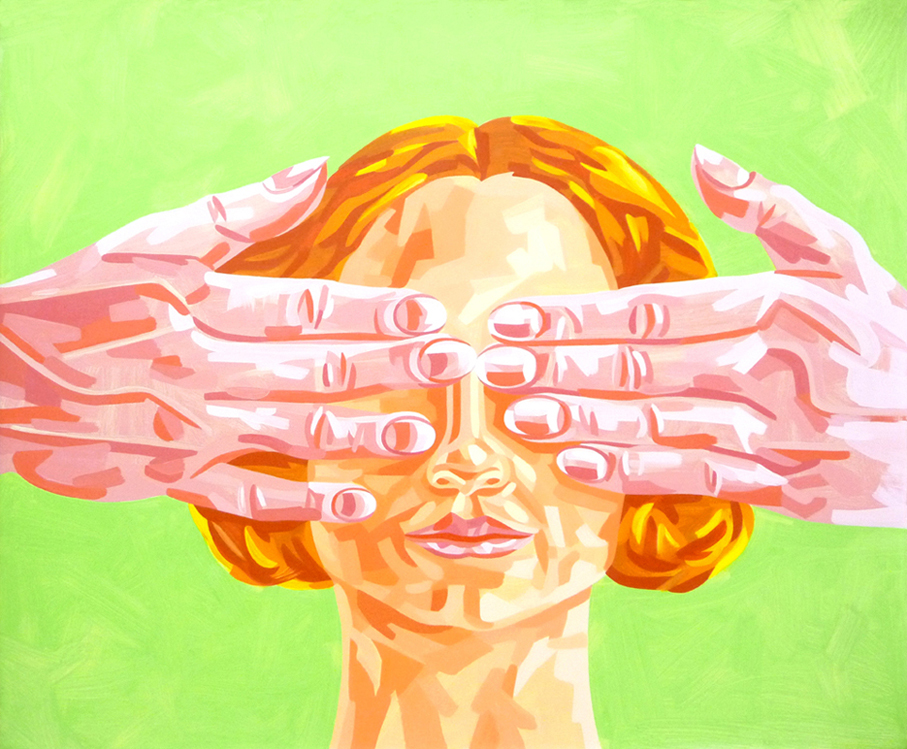
Rissa, Das Geheimnis, 1966

Rissa, eigentlich Karin Götz, geborene Martin (* 22. Juni 1938 in Rabenstein bei Chemnitz), ist eine deutsche Künstlerin und 2003/2007 emeritierte Professorin der Kunstakademie Düsseldorf. 1964 legte sie sich den Künstlernamen Rissa zu, abgeleitet von dem norwegischen Ort Rissa.

## Leben

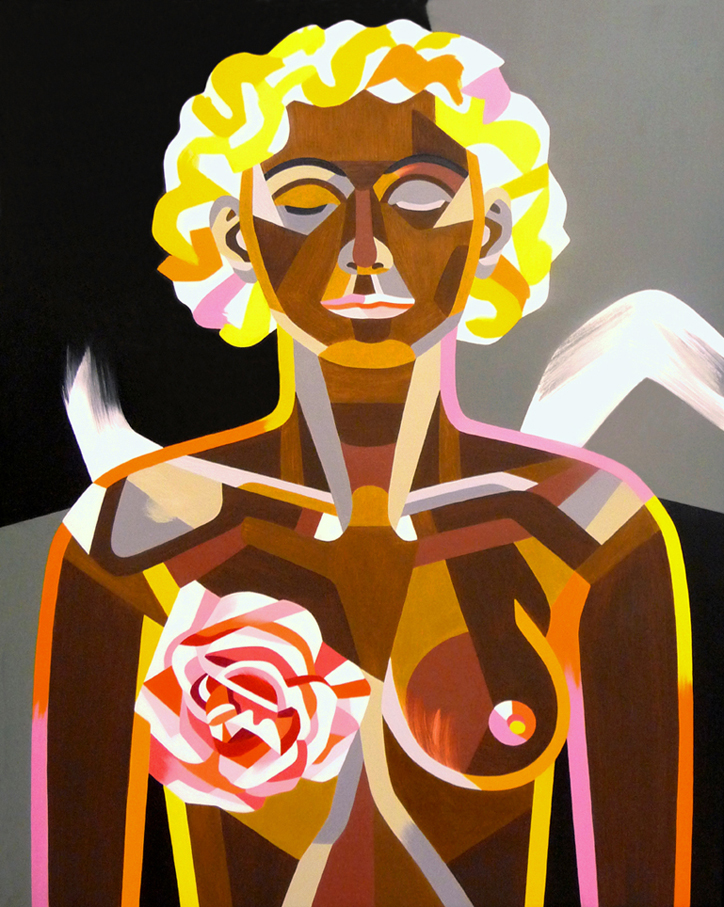
Rissa, Rosenengel, 1992

Im Jahr 1953 emigrierte Karin Martin aus politischen Gründen mit ihren Eltern aus der DDR in die Bundesrepublik Deutschland. Nach dem Abitur 1959 in Bochum studierte sie bis 1965 an der Kunstakademie Düsseldorf bei Karl Otto Götz. 1965 heiratete sie ihren Lehrer, mit dem sie seit 1975 in Niederbreitbach-Wolfenacker lebte, wo Götz im August 2017 im Alter von 103 Jahren starb. Ab 1969 lehrte Rissa erst als Lehrbeauftragte und Dozentin, ab 1975 als Professorin Freie Kunst an der Kunstakademie Düsseldorf. Im Jahr 2003 wurde sie emeritiert, versah aber dort noch bis 2007 einen Lehrauftrag.
Anfang der 1960er Jahre zeichnete sie alle Rasterbilder von Götz und die Vorlagen des Rasterfilmes „Density 10:3.2.1“, den Götz konzipierte und herstellte, um eine (informelle) apparente Bewegung als Gegensatz zu einer realen Bewegung darzustellen.
Zudem führte sie im Laufe der 1970er Jahre alle Testreihen für seine wissenschaftlichen Untersuchungen in Informationstheorie, Wahrnehmungs- und Persönlichkeitspsychologie durch.
Diese Forschungen führten 1972 zu dem Buch Probleme der Bildästhetik – Eine Einführung in die Grundlagen des anschaulichen Denkens, das sie und K. O. Götz gemeinsam verfassten. 1977 war sie Verfasserin des Manifestes und Mitbegründerin der Malergruppe Axiom, zu der auch Astrid Feuser, Bernd Finkeldei, Udo Scheel und Norbert Tadeusz gehörten. Zusammen mit ihrem Mann gründete sie 1997 die K.O.Götz und Rissa-Stiftung. 2002 war sie mit Lothar Pues und Edgar Quadt Mitherausgeberin des Handbuches Artinvestor. 2009 wurde sie vom Wissenschaftsminister von NRW zum Beiratsmitglied des Beirates der Kunstakademie Düsseldorf berufen. Von Ministerpräsident Kurt Beck wurde im selben Jahr ihr und K. O. Götz der Verdienstorden des Landes Rheinland-Pfalz für ihr kulturelles Engagement und ihr Gesamtwerk in der Mainzer Staatskanzlei verliehen. 2012 wurde Rissa Ehrenmitglied der Kunstakademie Düsseldorf.

## Werk
Rissas gegenständliche Malerei ist geprägt durch die Stilmittel der Reduktion und die Betonung von Volumen und Form. Ab Mitte der 1960er Jahre entwickelt sie einen Malstil, der Volumen nicht durch Farbübergänge und Hell-Dunkel-Abstufungen erzielt. Formen werden aufgeteilt in einzelne Binnenfarbflächen, „Farbsplitter“, die hart nebeneinander gesetzt erst in der Fernsicht eine sowohl räumliche Wirkung als auch einen höheren Abstraktionsgrad der Darstellung ergeben. Bezüge zum Informel werden hergestellt durch Pinselschwünge, die einzelne Farbflächen durchbrechen.
Themenkreise der Malerin sind Sexualität und Erotik, Emanzipation, Umweltbedrohung und die Tierwelt. Anfang der 1990er Jahre entstehen Arbeiten zu den Themen Golfkrieg und Islam. Rissa malt verschleierte Beduinenmänner und -frauen wie Wüstensohn, 1991, Öl auf Leinen, 95 × 125 cm (Sammlung Ströher, Darmstadt) oder Wüstentochter, 1993, Öl auf Leinen, 100 × 150 cm. Das Gemälde Am Golf, 1991, Öl auf Leinen, 150 × 120 cm, zeigt Fische, die aus dem ölverseuchten, brennenden Meer springen. Ihr malerisches Werk umfasst bis heute ca. 230 Gemälde.
Neben den Gemälden entstehen seit Mitte der 1950er Jahre Tuschezeichnungen und Gouachen, die u. a. in Gedichtbänden von Karl Otto Götz im Rimbaud Verlag und im AWD Verlag, Alsdorf, erschienen.
2013 wurde im Mittelrhein-Museum in Koblenz der K. O. Götz & Rissa Saal eröffnet, der eine ständige Werkauswahl des Künstlerpaares präsentiert.

## Bedeutende Schüler
Rissa war von 1969 bis 2007 als Dozentin bzw. Professorin an der Kunstakademie Düsseldorf tätig. Eine Reihe von ehemaligen Studenten und Meisterschülern sind heute selbst als Künstler tätig.
- Franz-Bernd Becker
- Astrid Karuna Feuser
- Bernd Finkeldei
- Detlev Foth
- Ania Hardukiewicz
- Lois Renner
- Jan Schüler
- Emil Sorge
- Joachim Stracke
- Myriam Thyes
- Ulrike Zilly

## Ausstellungen

### Einzelausstellungen (Auswahl)
- 1968: Rissa. Oliemalerier, Gouacher, Grafik, Henning Larsens Kunsthandel, Kopenhagen
- 1969: Kunstpavillon, Soest
- 1972: Rissa. Gemälde 1964–1972. Handzeichnungen und Druckgraphik, Kunstverein für die Rheinlande und Westfalen, Düsseldorf
- 1978: Rissa. Gemälde und Zeichnungen, Galerie Axiom, Köln
- 1980: Retrospektive Rissa, Märkisches Museum, Witten
- 1985: Rissa. Neue Bilder 1980–1985, Museum am Ostwall, Dortmund
- 1994: Rissa. Gemälde 1964–1994, Städtische Kunstsammlungen, Chemnitz
- 1996: Rissa. Ölbilder 1970–1996, Villa Wessel, Iserlohn
- 1999: Rissa. Bilder 1966–1998, Museum Baden, Solingen
- 2004: Rissa. Gemälde und Zeichnungen, Museum Küppersmühle, Duisburg
- 2018: Rissa, Akademie-Galerie – Die neue Sammlung, Kunstakademie Düsseldorf
- 2018: Rissa, Kunstsammlungen Chemnitz
- 2021: Rissa – Ich male wieder, Die Galerie, Frankfurt am Main

### Gruppenausstellungen (Auswahl)
- 2004: Hommage an K.O. Götz, Museum Küppersmühle, Duisburg
- 2007: Von Meisterhand, Akademie-Galerie, Düsseldorf
- 2007: Liebe. Love. Paare, Museum im Kulturspeicher, Würzburg
- 2009: K. O. Götz–Rissa. Gemälde/Arbeiten auf Papier, Roentgen-Museum, Städtische Galerie Mennonitenkirche Neuwied
- 2011: K. O. Götz, Rissa, Villa Wessel, Iserlohn
- 2018: about Götz, Kunstverein Friedberg. Mit Arbeiten von Gotthard Graubner, Karl Otto Götz, Barbara Greul Aschanta, Friedemann Hahn, Sigmar Polke, Paul Schwietzke, Gerhard Richter, Rissa und Franz Erhard Walther
- 2021: Mirrors and Windows, Sammlung Philara, Düsseldorf. Mit Arbeiten von Yeşim Akdeniz, Bernd & Hilla Becher, Keren Cytter, Sabrina Fritsch, Ellen Gallagher, Dominique Gonzalez-Foerster, Katharina Grosse, Nan Hoover, Franka Hörnschemeyer, Magdalena Jetelová, Rita McBride, Rissa, Analia Saban, Beate Schiff, Anna Simons, Rosemarie Trockel, Rebecca Warren, Katharina Wulff
- 2022: Full House. Aus der Sammlung Ströher: Stephan Balkenhol, Rolf-Gunter Dienst, Thomas Florschuetz, Candida Höfer, Jörg Immendorff, Rissa, Katharina Sieverding, Rosemarie Trockel, Museum Küppersmühle für Moderne Kunst, Duisburg

## Sammlungen
- Museum Wiesbaden, Wiesbaden
- Suermondt-Ludwig-Museum, Aachen
- Städtische Kunstsammlungen, Chemnitz
- Akademie-Galerie, Düsseldorf
- Mittelrhein-Museum, Koblenz
- Staatskanzlei des Landes Rheinland-Pfalz, Mainz
- Märkisches Museum Witten
- Sammlung Ströher, Darmstadt

## Buchillustrationen (Auswahl)
- Joe Orton. Tagebuch Tanger. Mai-Juni 1967. Rimbaud Verlag, Aachen 1999, ISBN 3-89086-797-9.
- K. O. Götz, Asphaltgewitter. Gedichte 2003. Mit sechs Gouachen vom Autor und sieben Zeichnungen von Rissa. AWD Verlag, Alsdorf 2003, ISBN 3-937062-03-3.
- K. O. Götz, Ely. Einundsiebzig Kurzgeschichten mit einundzwanzig Zeichnungen von Rissa. AWD Verlag, Alsdorf 2003, ohne ISBN.
- K. O. Götz, Lichtstrudel. Gedichte 2004. Mit acht Gouachen vom Autor und acht Zeichnungen von Rissa. AWD Verlag, Alsdorf 2004, ISBN 3-937062-06-8.
- K. O. Götz, Trillermesse. Mit 47 Zeichnungen von Rissa. Gedichte 2000–2013. AWD Verlag, Alsdorf 2013, ISBN 978-3-937062-48-8.

## Monografien
- Rissa. Oliemalerier, Gouacher, Grafik. Henning Larsens Kunsthandel, Kopenhagen 1968.
- Rissa. Gemälde 1964–1972. Handzeichnungen und Druckgraphik. Kunstverein für die Rheinlande und Westfalen, Düsseldorf 1972.
- Rissa. Gemälde und Zeichnungen. Galerie Axiom, Köln, 1978.
- Retrospektive Rissa. Hrsg. von Rolf Jessewitsch. Märkisches Museum, Witten 1980.
- Rissa. Neue Bilder 1980–1985. Museum am Ostwall, Dortmund 1985.
- Rissa. Gemälde 1964–1994. Hrsg. von Susanne Anna. Mit Texten von Susanne Anna und Heinz-Norbert Jocks. Städtische Kunstsammlungen Chemnitz/Conzept Verlag, Chemnitz/Düsseldorf 1994, ISBN 3-921224-25-X.
- Rissa, Arbeiten auf Papier 1955–1998. Hrsg. von Wolfgang Zemter. Mit Texten von Klaus Weschenfelder und Christoph Zuschlag. DruckVerlag Kettler, Bönen 1998. ISBN 3-925608-55-9.
- Rissa. Bilder 1966–1998. Hrsg. von Rolf Jessewitsch, Museum Baden. Mit einem Text von Gerd Presler. Solingen-Gräfrath 1999.
- Rissa. Gemälde und Zeichnungen. Hrsg. von Walter Smerling. Mit Texten von Walter Smerling und Christoph Zuschlag. Museum Küppersmühle, Duisburg 2003. ISBN 3-88579-113-7.
- Rissa. Hrsg. von Robert Fleck und Frédéric Bußmann. Mit Texten von Robert Fleck, Lina Franko, Karl Otto Götz, Ina Hesselmann, Nikolas Werner Jacobs, Stephan Rechberger, Rissa, Eva-Maria Schmitt, Jan Schüler, Christian Wittlich. Verlag der Buchhandlung Walther König, Köln 2018, ISBN 978-3-9819003-1-6.

## Sammelpublikationen (Auswahl)
- Gerd Presler: Rissa im Museum Baden, Solingen-Gräfrath 1999. In: Weltkunst. 1999, 2/234.
- Hommage an K. O. Götz. Mit Texten von Bazon Brock, Peter Iden, Karl Ruhrberg. Museum Küppersmühle, Duisburg 2004, ISBN 3-88579-118-8.
- Liebe. Love. Paare. Hrsg. vom Museum im Kulturspeicher, Würzburg, ISBN 978-3-86678-078-1.
- K. O. Götz–Rissa. Gemälde/Arbeiten auf Papier. Hrsg. von Roentgen-Museum und Städtische Galerie Mennonitenkirche Neuwied, K. O. Götz und Rissa-Stiftung, Niederbreitbach-Wolfenacker. Mit Texten von Kurt Beck, Rainer Kaul, Klaus Honnef, Sabine Schütz, Nikolas Jacobs, Rissa. Alsdorf 2009, ISBN 978-3-937062-35-8.